# Скотти, Доменико
Доменико или Дементий Карлович Скотти (ок. 1780 — ок. 1826) — русский художник-декоратор итальянского происхождения, сын Карла Скотти, брат Ивана Скотти. Представитель классицизма.
Автор серии гравюрных изображений двенадцати главных побед русских над французами (1813), выгравированных и изданных Соломоном Карделли (2-е изд., М. 1879)..
Скотти выполнял росписи в православных храмах. В частности, его живопись сохранилась в интерьере больничной церкви Странноприимного дома. Ему также принадлежат плафон и интерьеры подмосковной усадьбы Люблино.